# Floribécois
Les Floribécois sont une communauté québécoise francophone dont les membres ont émigré vers la Floride.
Le nombre de Québécois fréquentant la Floride varierait entre 800 000 et 1,2 million.

## Histoire de la communauté

### Seconde Guerre mondiale à 1960
Des Québécois francophones sont venus réaliser de grands travaux pour des infrastructures touristiques en Floride. Une fois les travaux terminés, ils se sont installés dans la région notamment à Surfside où ils ont trouvé des emplois dans l'industrie touristique. Cette phase représente la première grande vague de migration qui a eu lieu de la fin de la Seconde Guerre mondiale jusqu'en 1960,.

### De 1960 à 1990
Dans les années 1960-1970, les Floribécois se déplacent vers la région de Miami et une nouvelle catégorie s'installe : les investisseurs. Grâce à eux de nombreux centres balnéaires sont construits à Miami Beach, Sunny Isles et Surfside. Ces lieux deviennent des destinations privilégiées par les touristes québécois et enrichissent les Floribécois installés précédemment.
À partir des années 1970, les infrastructures se multiplient (motels, restaurants, bars, etc.) et permettent aux touristes de pouvoir s'y rendre avec un prix abordable.
Dans les années 1980, Miami est devenu une plaque tournante de la drogue venue du Mexique et du blanchiment d'argent. De plus, de nombreux conflits raciaux entraînent des violences qui font fuir les touristes québécois. Les Floribécois sont obligés de se déplacer vers le nord à Dade,.

### Les années 1990
Dans les années 1990, le Floribec connaît ses heures de gloire. Les petits motels, construits dans les années 1970, deviennent de grands complexes hôteliers. Les sites de Sunny Isles et Surfside ont disparu au profit de l'étalement urbain. Les floribécois sont parvenus à fonder une communauté ethno-touristique dans leur district d'affaires récréationnelles (DAR),.

### Les années 2000
Dans les années 2000, les gros promoteurs immobiliers latino-américains et locaux détruisent les complexes hôteliers des floribécois et ainsi le DAR. Ils construisent à la place, des hôtels de luxe. Les floribécois sont dispersés. C'est la fin de leur communauté culturelle,.